# Nationaal museum van de Faeröer

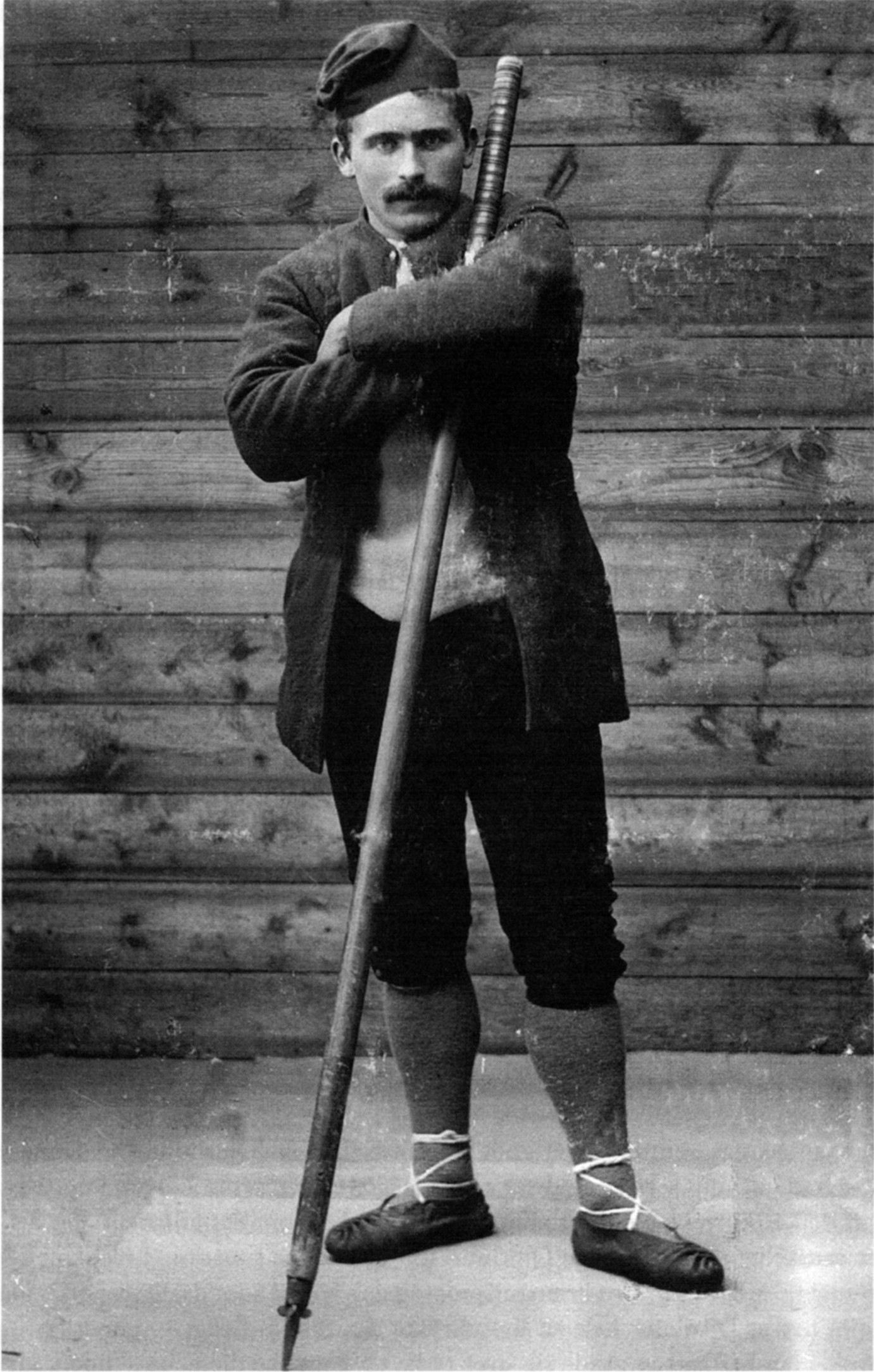
Jóannes Patursson, de oorspronkelijke initiatiefnemer

Het Nationaal museum van de Faeröer (Faeröers: Føroya Fornminnissavnið) werd gesticht in 1898 en fungeert zowel als een cultuurhistorisch museum als een museum voor de geologie en biologie van de Faeröer. Het bestaat uit twee delen: een hoofdgebouw aan de noordelijke rand van Tórshavn, dat in 1995 werd gebouwd, en een openluchtmuseum Hoyvíksgarður, bestaande uit een oude boerderij in het gehucht Hoyvík.
Het initiatief voor de oprichting van een eigen museum voor de Faeröer kwam anno 1890 van de nationalistische politicus Jóannes Patursson. Ter gelegenheid van de Ólavsøka in 1898 werd de Føroya Forngripagoymsla (‘Faeröerse historische collectie’) gesticht. Bij de eerste vergadering werd een comité van 18 beheerders aangesteld; de eerste conservator was Andras Sálmasson.
De stichting van een Faeröers nationaal museum had naast een romantische ook een praktische kant: eind 19de eeuw werden steeds meer artefacten uit de Faeröer naar het buitenland verscheept, en het stichten van een eigen Faeröers museum kon deze stroom van waardevolle voorwerpen wellicht tegengaan. De leraar Rasmus Rasmussen en de priester A.C. Evensen doorreisden de Faeröer op zoek naar waardevolle historische voorwerpen, en in 1916 werd de Føroya Forngripafelag (‘historische vereniging van de Faeröer’) gesticht, die het beheer van de antiquiteitenverzameling overnam.

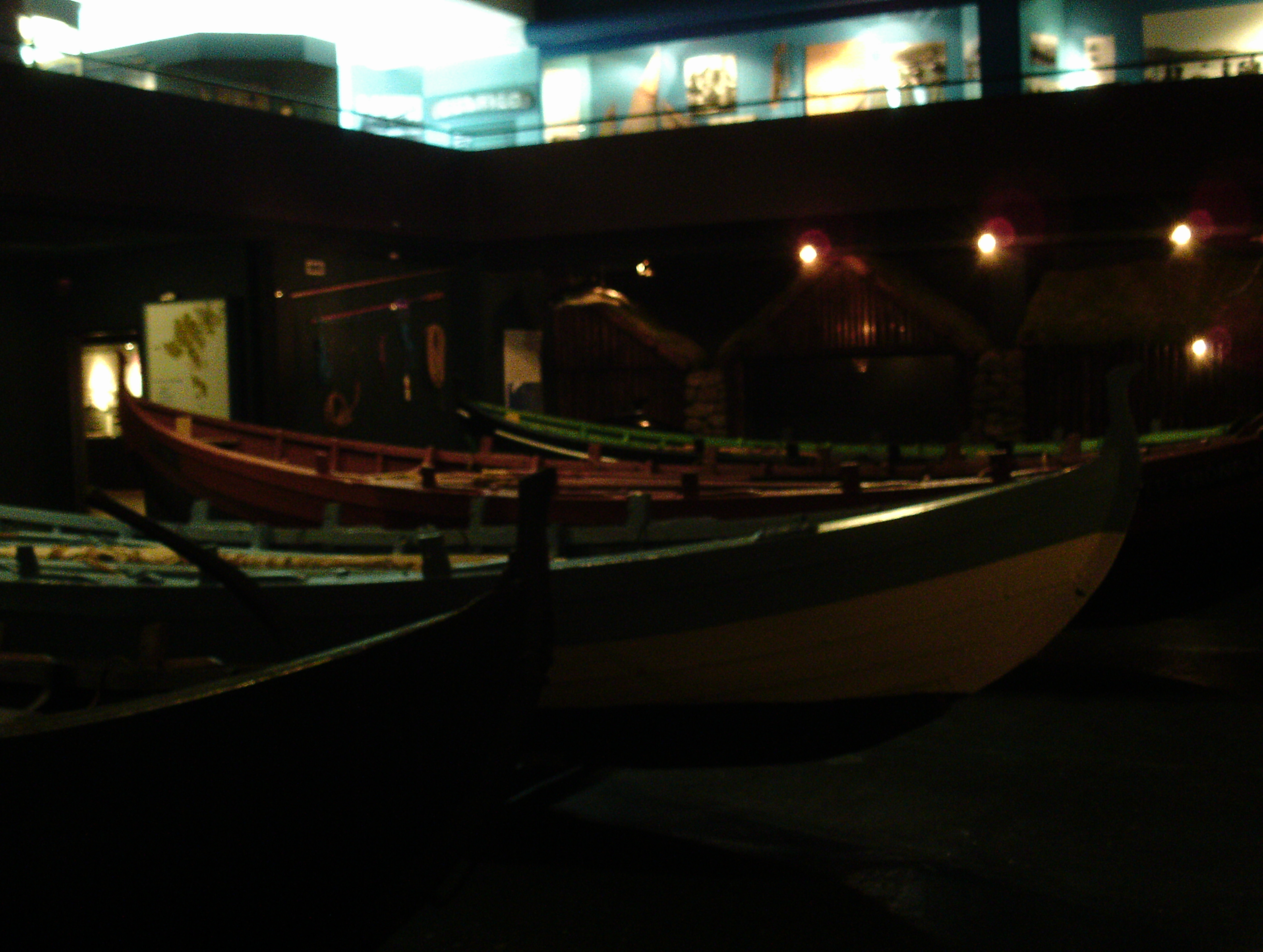
Collectie van Faeröerse boten

Anno 1928 werd de collectie hervormd. Onder anderen Mads Andreas Jacobsen en het echtpaar Hans Andrias en Petra Djurhuus organiseerden de eerste tentoonstellingen van de Faeröerse geschiedkundige collectie met vaste openingstijden. Van 1931 tot 1996 bevond het museum zich op een zolder in de wijk Debesartrøð in Tórshavn. Een van de belangrijkste voorzieners van artefacten uit de 18de en 19de eeuw was de politicus Andreas Weihe.
Van 1941 af begon de instelling, benevens het conserveren van antieke artefacten, eveneens zelf opgravingen uit te voeren, onder toezicht van Sverri Dahl, die de eerste nationale curator van Faeröerse antiquiteiten zou worden. De eerste opgraving was die van een Vikingboerderij in Kvívík.
In 1953 was het honderd jaar geleden dat de zittingen van het Løgting waren hervat; ter gelegenheid van het eeuwfeest riep het parlement de historische collectie tot een volwaardig museum uit, dat voortaan als Føroya Fornminnissavnið bekendstond. Onder Dahl specialiseerde het museum zich verder in de Vikingtijd; er werd tevens een uitgebreide collectie Faeröerse boten aangelegd.

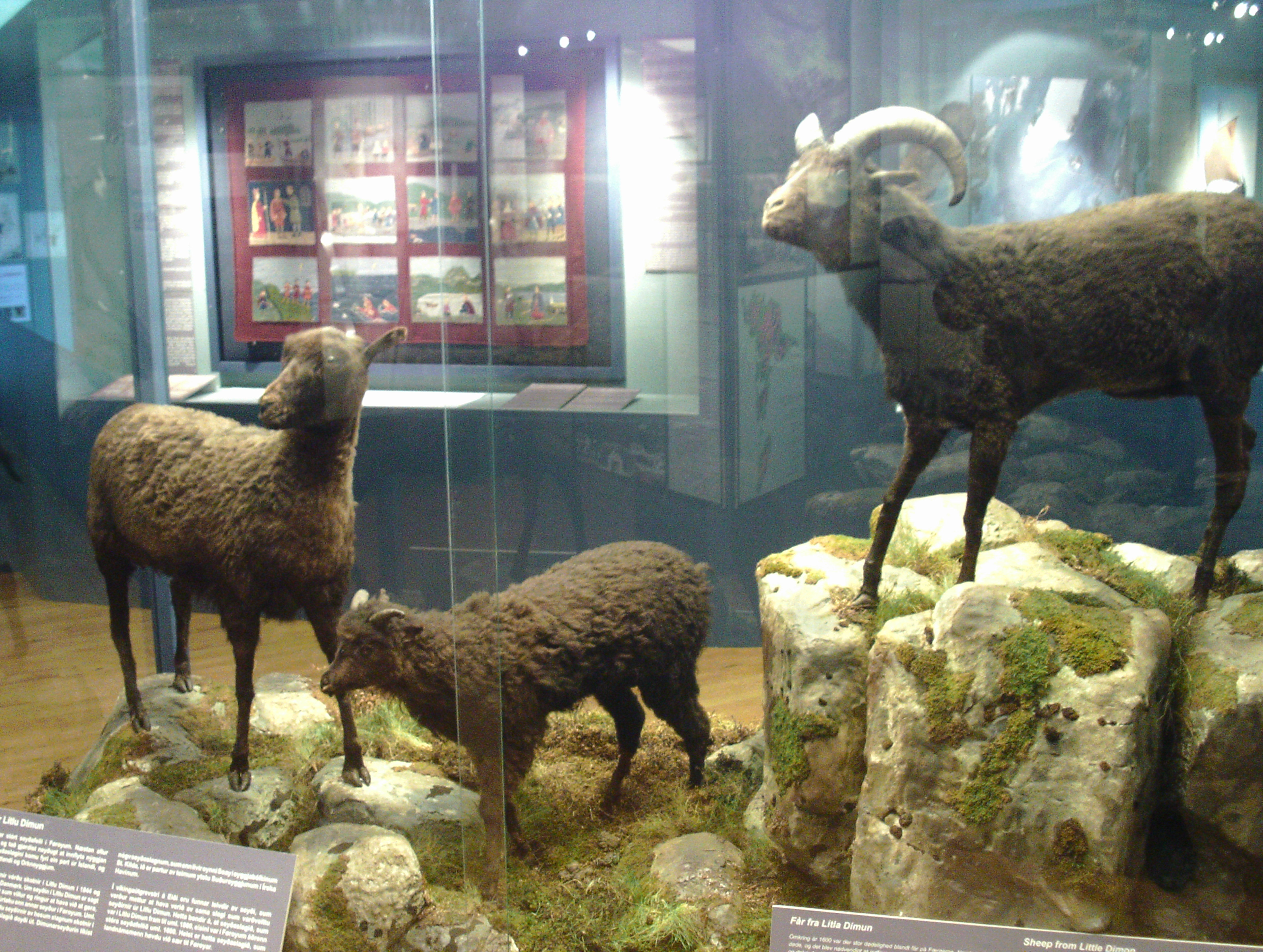
Uitgestorven schapenras uit Lítla Dímun

Het nieuwe gebouw, aan een zijstraat van de weg Brekkutún gelegen, bevat een grote hal waarin diverse Faeröerse boten worden tentoongesteld alsook de geschiedenis van de Faeröerse visserij en scheepvaart. In de overige zalen worden gesteenten en opgezette dieren getoond, waaronder een reuzenalk, een bonte raaf en een uitgestorven schapenras. Er bevinden zich tevens enkele skeletten die onder een kerk werden aangetroffen. Voorts bezit het museum stenen met runen en de muntschat van Sandur. In 2002 gaf Denemarken de kerkbanken van Kirkjubøur terug aan de Faeröer, die thans een pronkstuk in de collectie van het museum zijn.
Het museum bevat daarnaast nog poppen in traditionele Faeröerse klederdracht en tentoonstellingen over Faeröerse kledij, waaronder een jurk van Eivør Pálsdóttir. Naar aanleiding van de zonsverduistering van 20 maart 2015 organiseerde het museum een extra tentoonstelling over astronomie.

## Hoyvíksgarður

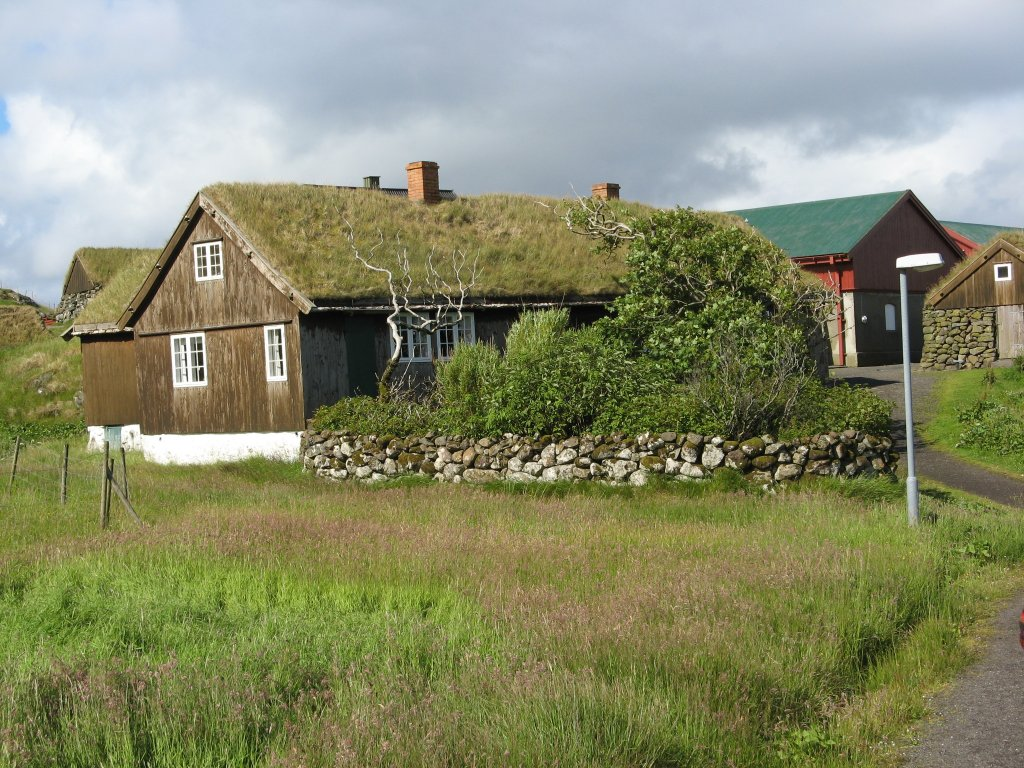
Het openluchtmuseum Hoyvíksgarður

Het openluchtmuseum Hoyvíksgarður ligt ten zuidoosten van het moderne museumgebouw, in het dal Kúrdalur. Volgens de overlevering zou de boerderij in 1722 gesticht zijn, maar zou de boer haar achteraf binnen hetzelfde dal ietwat verplaatst hebben. De boerderij zelf had een waarde van 18 Deense mark; de buitenhoven waren 12 mark waard. De boerderij bezat 440 schapen.
De boerderij was een vrije boerderij, wat wil zeggen dat de boer een officieel document had (een fæstebrev) dat hem het gebruiksrecht op het land gaf. In 1810 werd het terrein verdeeld, waarbij de helft in pacht aan de landvoogd werd gegeven, wiens huis ten oosten van de huidige boerderij stond. In dat jaar verbleven er tien personen op de hoeve en zes in het huis van de pachter. De vrije boer had 308 schapen, 7 koeien en 2 boten; de pachter bezat 180 schapen, 7 koeien en één boot. Ten oosten van het pachtershuis bevond zich een pleintje, waarlangs het vee naar beneden in het dal te grazen werd gestuurd. In het dal Kúrdalur bevindt zich een watermolen.
Het huis van de pachter werd in 1920 gesloopt om plaats te maken voor een akker waarop met nieuwe landbouwtechnieken werd geëxperimenteerd. De hoofdboerderij is heden ten dage ingericht zoals ze was in 1920. De dagelijkse woonkamer was de rookkamer, waarin gekookt werd en wol werd verwerkt. Hier werden ook schapen geslacht. Daarnaast bevindt zich de ‘voorname kamer’, een salon waarin het servies en kostbare zaken werden bewaard. Het huis bezat een aanhang met een extra kamer en bijkomende keuken. De rookkamer en het salon hebben een aantal belendende kamertjes die als slaap- of eetkamers dienstdeden. Om het gebouw heen staan stallen. Bezoekers moeten bij het betreden van het huis beschermende hoezen over hun schoenen trekken.
Het nationale museum van de Faeröer is van 15 mei tot 15 september de gehele week geopend, de rest van het jaar enkel op donderdag en zondag. Het openluchtmuseum Hoyvíksgarður is buiten deze jaarhelft gesloten.